# Abdelkader El Yanabi
Abdelkader El Yanabi (àrab: عبد القادر الجنابي, ʿAbd al-Qādir al-Janābī, també transcrit com Abdul Qadir al-Janabi o Abdul Kader El-Janabi) (Bagdad, Iraq, 1944) és un poeta, periodista, escriptor i traductor iraquià molt influenciat de jove pel surrealisme.
Quan a mitjans dels anys 60 es va instaurar a Iraq el règim del partit Baas, El Yanabi va exiliar-se, primer al Regne Unit i després a França, on resideix des del 1972. Allà va escriure diversos estudis sobre Le Désir Libertaire i va publicar textos d'àrabs i perses llibertins de l'època del califat abbàssida de Bagdad, així com textos de Georges Henein, precursor del surrealisme a Egipte. Refusant qualsevol vinculació sacra amb el conflicte araboisraelià, El Yanabi es vinculà a escriptors israelians i va fer una crida a una solució justa del conflicte. Una de les seves obres més famoses i traduïda a més llengües és Horitzons verticals.